# 乌恰镇 (英吉沙县)
乌恰镇，是中华人民共和国新疆维吾尔自治区喀什地区英吉沙县下辖的一个乡镇级行政单位。
2016年7月13日，新疆维吾尔自治区人民政府批复同意撤销乌恰乡建制，设立乌恰镇。

## 行政区划
乌恰镇下辖以下地区：
艾提木恰哈热村、巴格艾日克村、其格勒艾日克村、库瓦西村、依买里村、坡喀艾日克村、阿克巴格村、巴依买里村、尤喀克台赛村、阿亚克台赛村、库其喀其巴格村、乌恰艾日克村、乌恰村、包孜洪巴希买村、包孜洪村、吾台西村、库拉沙拉甫村、英沙拉甫村、买金艾日克村、尤喀克亚巴村、色日克托格拉克村、托万亚巴格村、达汗拉村、哈尼喀买里村、霍加勒克霍依拉村、阿牙克包孜洪村和尤喀克包孜洪村。